# Fildu de Jos
Fildu de Jos é uma comuna romena localizada no distrito de Sălaj, na região histórica da Crișana (parte da Transilvânia). A comuna possui uma área de 62.88 km² e sua população era de 1353 habitantes segundo o censo de 2007.